# روبرت ديفيز (لاعب كرة قدم)
روبرت ديفيز (بالإنجليزية: Robert Davies)‏ (1 يناير 1876 ببولتن في المملكة المتحدة - ) هو لاعب كرة قدم بريطاني (وحمل سابقاً جنسية المملكة المتحدة لبريطانيا العظمى وأيرلندا) في مركز الظهير. لعب مع بولتون واندررز ونادي بريستول سيتي وBedminster F.C. ‏.